# Дом окнами в поле (пьеса)
Дом о́кнами в по́ле — пьеса Александра Вампилова, написанная в 1963 году, обозначенная автором как комедия. Первое опубликованное драматическое произведение Вампилова. В одноактной пьесе два действующих лица, кроме того, часть реплик и пение хора доносятся из-за сцены.

## Сюжет
Пьеса представляет собой диалог одинокой сельской жительницы Астафьевой и неженатого учителя Третьякова, приезжавшего в село, чтобы отработать в местной школе три года. Ему пришло время уезжать, и он ходит и прощается со всеми знакомыми людьми. За полчаса до автобуса он заходит к Астафьевой. Незатейливый поначалу разговор перерастает в тягостное для обоих выяснение отношений: все эти годы они испытывали сильные чувства друг к другу, но так и не решались открыться, в том числе из-за взаимной ревности. В финале пьесы водитель зовёт Третьякова на автобус, но тот отвечает, что сегодня никуда не поедет.
Хор, слышимый через раскрытую дверь, выводящий то деревенскую песню о диалоге влюблённых, то частушки, служит так называемой «рамкой» (то есть возникает и в начале, и в конце повествования) для действия пьесы.

## Тематика
Сама пьеса в некоторых местах сравнивает жизнь в селе и в городе, а также затрагивает тему любви.
Произведение свидетельствует, что уже на раннем этапе творческой биографии Вампилов мог в небольшой по объёму лирической сценке, продолжая чеховскую драматургическую традицию, создать точными деталями цельное представление о персонаже со всей его предысторией, обрисовать серьёзный внутренний нравственный конфликт героя при внешне ироничном, лёгком, достоверном действии. Выбор героев и места действия характерен для писателя с его постоянным интересом к чаяниям и быту жителей российской провинции.

## Критика
Е.М. Гушанская отмечает излишнюю простоту и наивность исполнения пьесы, однако указывает и на самобытность автора, проявляющуюся даже при разработке банальной, стереотипной для современной ему литературы темы. При том что основную фабулу пьесы составляет любовная игра между женщиной-лидером и охотно подчиняющимся ей мужчиной, социальные конфликты «человек и долг», «горожанин и село» неожиданно легко разрешаются настойчивостью героини, атакующей инерционные представления героя об устройстве личного будущего. Цели и ценности, предлагаемые человеку обществом, оказываются у Вампилова изменчивой, необязательной величиной.
В книге «Георгий Товстоногов репетирует и учит» приведена текстовая расшифровка разбора пьесы, выполненного Г.А. Товстоноговым, А.И. Кацманом и их студентами в 1974 году. Чуть выше Кацман даёт пьесе чёткую сравнительную характеристику, предвосхищая её востребованность для учебных спектаклей:

Очень мало доброкачественной одноактной литературы. Пожалуй, только у Вампилова, из советских авторов, хорошая одноактовка «Дом окнами в поле».

## Постановки
Пьеса ставилась уже после смерти автора.
- 1974 — постановка Ленинградского театра им. Ленинского комсомола во время гастролей в Иркутске. Спектакль транслировался по иркутскому телевидению.
- 1975 — радиоспектакль с Лидией Федосеевой-Шукшиной и Станиславом Любшиным в главных ролях, режиссёр Савва Кулиш. ( Видео)
- 1979 — одноимённый короткометражный фильм-спектакль с Ириной Купченко и  Станиславом Любшиным в главных ролях, режиссёр Геннадий Павлов ( Видео)
- 1980 — пьеса поставлена в Московском театре миниатюр, режиссёр И. Райхельгауз.
- 2019 — пьеса (на вепсском языке) поставлена в Национальном театре Республики Карелия, режиссёр Снежана Савельева.

- Кинофильм «Дом окнами в поле», реж. О. Галин, в ролях Ю. Голубева и А. Иванков.
- Кинофильм «Дом окнами в поле», реж. А. Истратьков, в гл. ролях А. Шимохина и В. Козырев.
- Кинофильм «Дом окнами в поле», театр «На Пироговке», реж. О. Захарова, в ролях И. Устюжанинов и О. Захарова.
- «Дом окнами в поле» (ВГИК, мастерская Грамматикова, 3 курс)
- «Дом окнами в поле», «Театр на Бутырке» МГИК, 2016 г. Реж. И. Илларионова, в ролях Е. Полякова и Н. Локшин, вступительное слово его же.